# 手押しポンプ

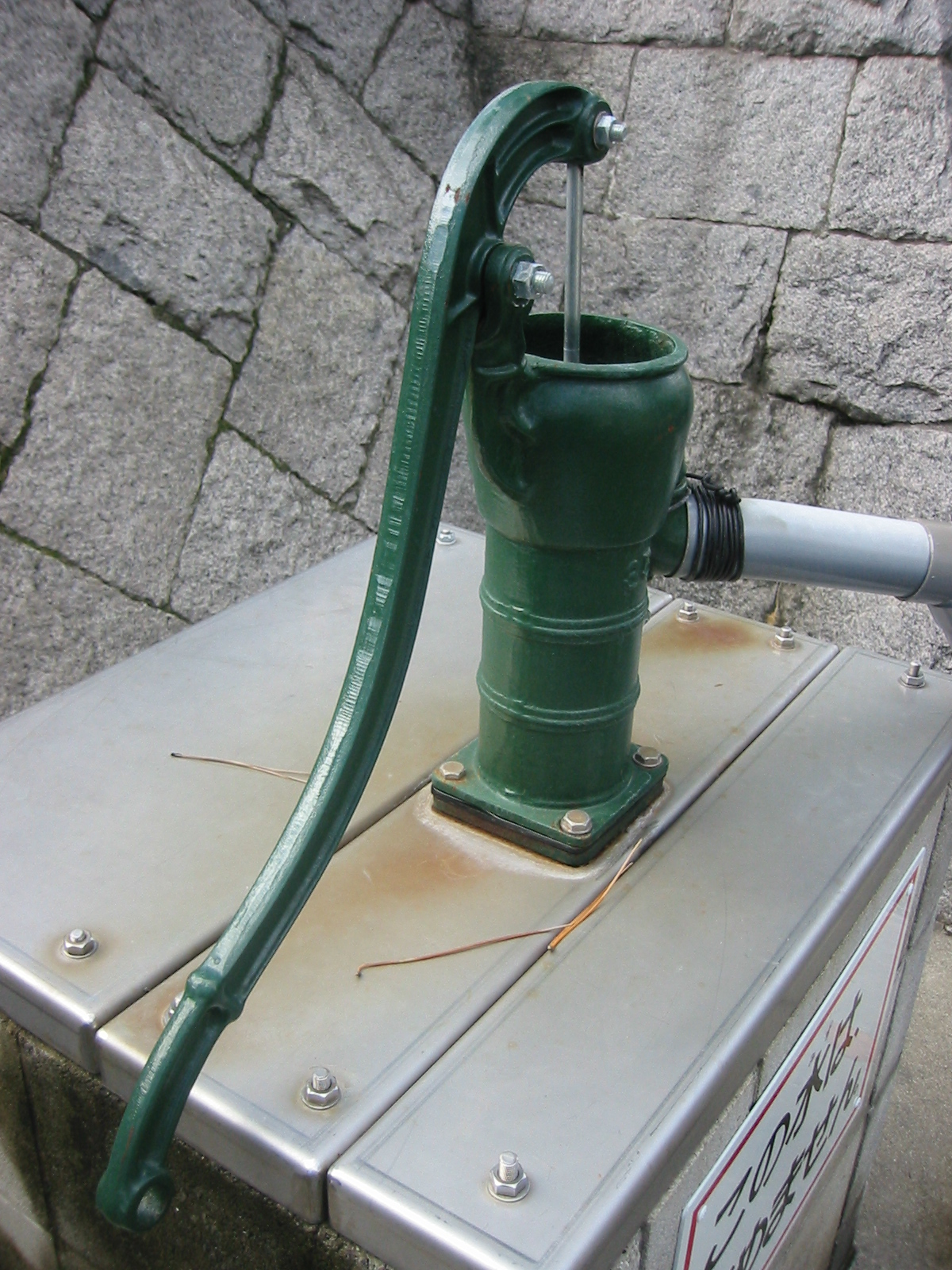
手押しポンプ

手押しポンプ（ておしポンプ）は、手でハンドルを押し下げて水を吸い上げるポンプである。主に井戸で用いられるのが見かけられる。

## 構造
シリンダー内をピストン、パケット、あるいは棒ピストンが上下に往復運動を行なって、あるいは隔壁に旋動を与えて、低所にある水を吸い上げるものである。
ハンドルを人力によって上下すると、シリンダー内のパケットに往復運動が与えられ、パケットが降下すると、水のたまりから立ち上がる吸い込み管の上端にある吸い込み弁が閉じてパケットの吐出弁が開く。
最初はパケットの上下運動で吸い込み管とシリンダー内の空気が排出され真空状態に近くなるから、水のたまりの水面に作用される大気圧によって水は吸い込み管内に上昇し、パケットがシリンダーの下端から上昇運動を行なうとき吸い込み弁が開き水はシリンダー内に入る。
パケットがシリンダーの上端から下降運動を行う時には、吸い込み弁は閉じ吐出弁が開きシリンダー内の水は吐出弁の上に来るため、次の上昇運動のときパケットの上面の水は吐出口から吐出され、それとともに吸い込み弁は開き吸水が行なわれる。

構造図
手押しポンプの動き

## 理論
浅井戸用ポンプでは、大気圧によって井戸水を吸上げる。ハンドルに連結されたピストンは本体内部を真空状態にする。そして、大気圧によって水が吸い上げられ、シリンダー内部に入ってくる。
すなわち、理論上大気圧である1気圧分の10メートルまで汲み上げることができる。実用上は、吸込揚程は最大7-8メートルまでである。ただし、ハンドルが短い小型ポンプでは、揚水パイプ内の水の重さに耐えて跳ね上がりなく、日常で安全にスムーズに汲み上げるには2-5メートルが最大である。
打込み井戸では不可能だが、掘り井戸では、深井戸用手押しポンプに改造できる。その方法としては、中間シリンダーを使う方式と水中シリンダーを使う方式がある。

## 歴史

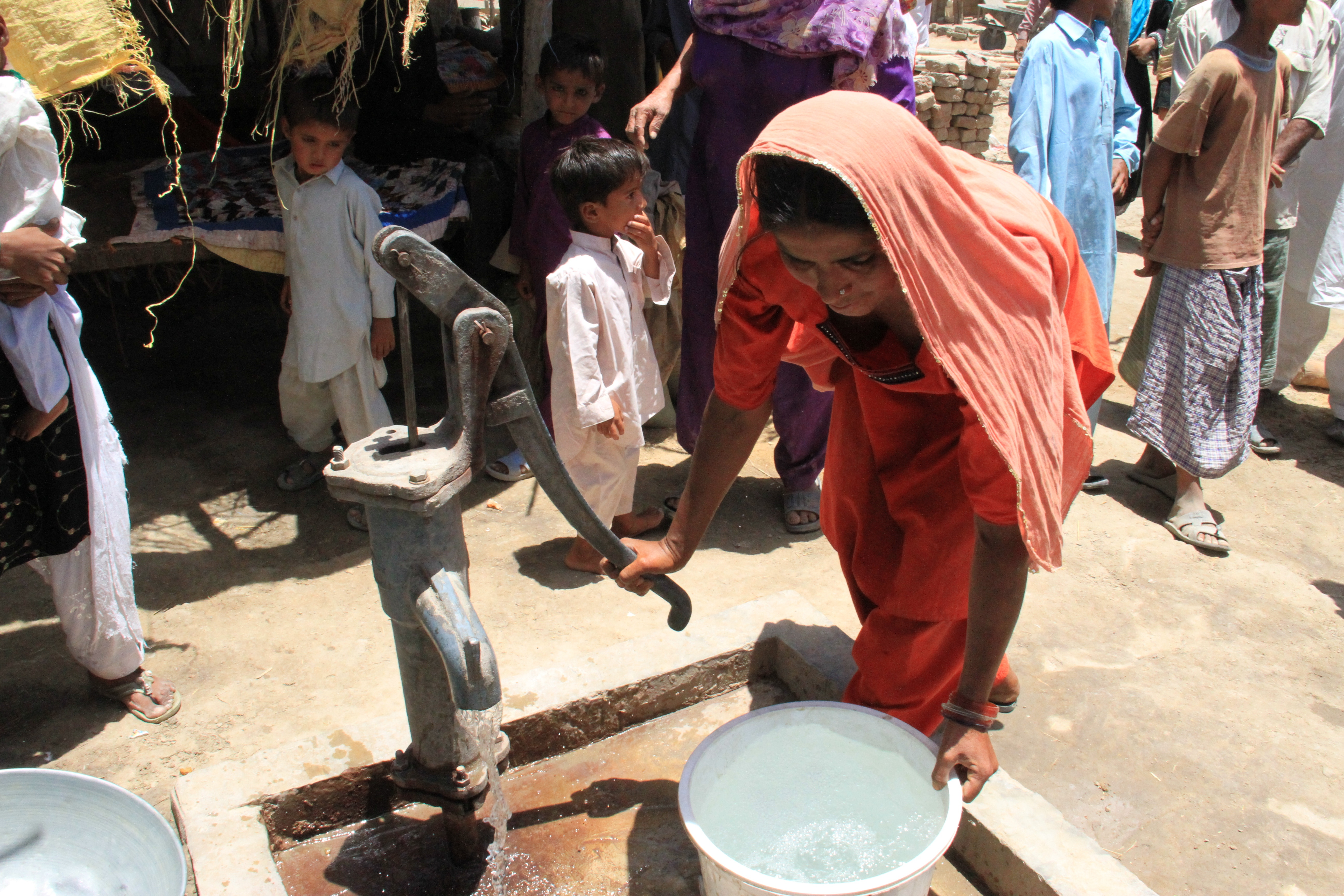
ポンプで汲みだされる水

### 紀元前の発明
考案・開発についての正確な資料はないが、紀元前3世紀のギリシャ人、クテシビオスという説がある。
クテシビオスはエジプトのアレキサンドリアに住み、父親の床屋家業を引き継いでいたが発明の才能があったようであり、水時計やパイプオルガンなどの原型を考えたが、それらの記録の多くは失われている。しかし、紀元前2世紀に書かれているPhilo of Byzantiumに記されていたことから、かろうじてその内容が判明している。その中の一つに、水を高いところへ押し上げるポンプがある。
このことは「大気圧の発見」でもあったが、クテシビオスはそのことは気がつかなかった。この技術が現代まで伝えられるには、1000年以上の空白期間があり、トルコのアラブ人であるジャザリーが記した技術書まで待たなければならなかった。

### 日本での普及
大正時代から、昇進ポンプと呼ばれる手押しポンプが広島（津田式ポンプ製作所、津田喜次郎）で作られ、また名古屋地区にて共柄ポンプと呼ばれる手押しポンプが鋳造量産され始めた。昇進ポンプは、1941年（昭和16年）9月11日に日中戦争中の物価変動を抑えるために施行された価格等統制令によって、最高販売価格が指定されている。
昭和10年代頃から、各家庭の台所や裏庭に普及させるために開発し、現在の戦後主流になったTB式自在口共柄ポンプ（東邦工業製）が現れ、それはガチャポン（登録商標）の名で呼ばれた。特に昭和30年代後半、水道が普及するまでは、日本中のどこの家でも見られた。また、『となりのトトロ』でメイとサツキがこの井戸で水を汲むシーンが有名になったため、「トトロの井戸ポンプ」の愛称で現在も親しまれている。

### 近年の手押しポンプ
その後、次第に電動井戸ポンプに置き換わり、さらに、水道の普及によって、一般家庭では井戸が使用されなくなり、農事用以外ではあまり見かけなくなった。
しかしながら、阪神・淡路大震災以降、災害時の生活用水・雑用水の確保に大いに役立ち見直されるようになり、各自治体によって災害手押しポンプ井戸登録も行われている。公園や公共施設にも多く設置されるようになった。現在でも寺院の墓地の水汲み用の井戸として使われることが多い。
水道の蛇口と違って水が出続けてしまうことがなく、震災時にも利用できること、風情があり子供への教育になることや、構造がシンプルであるため壊れにくく、メンテナンスが簡単であることなどがメリットとして挙げられる。

## 製造会社
共柄ポンプ型メーカーは戦前戦後からの9社と1971年（昭和46年）頃からの後発の模倣品の1社、昇進ポンプ型メーカーは戦前からの1社と1975年（昭和50年）からの後発の1社がある。近年ステンレス製のものが2社から発売された。
東日本大震災時期前後から、避難所に設置するマンホールトイレ向け仕様の「移動式昇進ポンプ型手押しポンプ」も、数社から販売されている。
- おかもとポンプ株式会社
- 株式会社津田式ポンプ製作所
- 東邦工業株式会社
- 名古屋ポンプ工業協同組合（2005年（平成17年）解散）